# Bipolarna motnja
Bipolarna motnja razpoloženja ali manično-depresivna psihoza je psihiatrična motnja, pri kateri se izmenjujeta dve razpoloženski stanji – depresija in manija.
Bipolarnost si lahko razlagamo kot bolezen dveh obrazov. V depresivni fazi je prizadeta oseba žalostna, čuti praznino, brezvoljnost, utrujenost, medtem ko je v manični fazi pretirano dobre volje, evforična.

## Opis
Bipolarno motnjo spremljajo epizode depresije, manije, hipomanije in mešane epizode:
- V depresivnem obdobju je bolnikovo razpoloženje pretirano žalostno, pobito, v hujših primerih se lahko pojavi tudi samomorilsko nagnjenje.
- Za manična obdobja je značilno pretirano vzneseno zapoloženje, nabodrenost, omejena sposobnost presojanja stvarnosti ...
- Hipomanija je lažja oblika manije, ki za bolnika nima bistvenega vpliva na njegovo socialno življenje. Kljub temu je razpoloženje pretirano vzneseno.
- Mešane epizode spremljajo tako depresivni kot manični simptomi, na primer povečana volja do akcije pri pobitem razpoloženju, kar predstavlja veliko nevarnost za pojav samomorilnosti.

Med bolezenskimi epizodami se običajno pojavijo obdobja normalnega razpoloženja.
Bipolarna motnja razpoloženja se največkrat pojavi v času adolescence ali v času zgodnje odraslosti. Gre za resno obolenje možganov. Oblike bolezni so lahko blažje do zelo hude. Simptomi so posledica motenj v možganski presnovi. Pogosto bolezen odkrijejo več let po njenem dejanskem izbruhu. Bipolarna motnja vpliva na posameznikovo sposobnost odločanja in nasploh na njegovo funkcioniranje v družbi. Bolniki imajo pogosto težave z izobraževanjem, na delovnem mestu in v medosebnih odnosih.
Bipolarna motnja je dokaj pogosto obolenje; ob upoštevanju tudi lažjih oblik zboli v razvitih deželah 3-4 % prebivalstva. Pogosto je bolezen povezana s kreativnostjo in zato so prizadeti uspešni ljudje. Zlasti v obdobju hipomanije se lahko bolnik loti nenavadnih in smelih projektov in jih uresničuje z veliko vnemo.

## Zdravljenje
Bolezen ni ozdravljiva, vendar lahko z uporabo psihoterapije in farmakoterapije uspešno blažino simptome ter preprečujemo izbruh nadaljnjih epizod. Zlasti v maničnih obdobjih lahko bolnika tudi neprostovoljno hospitalizirajo.
Med zdravili se uporabljajo stabilizatorji razpoloženja. Prva učinkovina, ki se je uporabljala za zdravljenje bipolarnih motenj, je bil litij in se uporablja še danes. Prav tako je učinkovit natrijev valproat, ki se primarno uporablja kot antikonvulziv. 
Za lajšanje simptomov manične epizode se bolniku dajejo antipsihotiki, kot sta olanzapin in klorpromazin.